# Шибанова, Татьяна Сергеевна
Татья́на Серге́евна Шиба́нова (р. 10 ноября 1994, Омск) — российская хоккеистка, выступающая на позиции нападающего, член сборной России (с 2009). Игрок клуба «Арктик-Университет».

## Карьера
В 14 лет переехала из Омска в Уфу Выступала за клуб «Агидель» (Уфа) под номером 68, в составе которого становилась бронзовым призёром России. В составе сб. России завоевала бронзу на ЧМ-13.
Первый тренер — А. Пахотин, сейчас тренеры — В. Малмыгин, С. Трудаков.
Живёт в Уфе.
Сестра-близнец Анна выступает в ХК «Агидель», но на позиции защитника.